# Схеле
Схеле (на нидерландски: Schelle) е селище в Северна Белгия, провинция Антверпен. Разположено е на десния бряг на река Схелде, на 8 km югозападно от центъра на град Антверпен. Населението му е около 7810 души (2006).